# Министр Императорского совета
Министр Импера́торского сове́та — государственная должность, появившаяся при императоре Петре III. Должность была создана указом от 18 (29) мая 1762 года вместо упразднённой должности конференц-министра Конференции при Высочайшем дворе.
Министр входил в Императорский совет. Совет имел право издавать за подписью императора указы, а по части дел — принимать решения без его участия (за подписью членов Совета от имени государя). В центре внимания Совета была задуманная императором война с Данией. Во время дворцового переворота 28 июня 1762 года члены Совета А. Н. Вильбоа, М. Н. Волконский, М. И. Воронцов, А. П. Мельгунов и Н. Ю. Трубецкой поддержали Екатерину II, но взошедшая на престол императрица распустила Императорский совет, вскоре учредив собственный совещательный орган — Совет при Высочайшем дворе.

## Список министров
| Портрет                        | Имя (годы жизни)                                                                                                   | Полномочия                     | Полномочия                     | Монарх                         |
| Портрет                        | Имя (годы жизни)                                                                                                   | Начало                         | Окончание                      | Монарх                         |
| министры Императорского совета | министры Императорского совета                                                                                     | министры Императорского совета | министры Императорского совета | министры Императорского совета |
| ------------------------------ | --- | ------------------------------ | ------------------------------ | ------------------------------ |
|                                | Александр Никитич Вильбоа (1713—1788)                                                                              | 18 (29) мая 1762               | 28 июня (9 июля) 1762          | Пётр III                       |
|                                | Дмитрий Васильевич Волков (1727—1785)                                                                              | 18 (29) мая 1762               | 28 июня (9 июля) 1762          | Пётр III                       |
|                                | князь Михаил Никитич Волконский (1713—1788)                                                                        | 18 (29) мая 1762               | 28 июня (9 июля) 1762          | Пётр III                       |
|                                | граф Михаил Илларионович Воронцов (1714—1767)                                                                      | 18 (29) мая 1762               | 28 июня (9 июля) 1762          | Пётр III                       |
|                                | принц Георг Людвиг Гольштейн-Готторпский (1719—1763)                                                               | 18 (29) мая 1762               | 28 июня (9 июля) 1762          | Пётр III                       |
|                                | Алексей Петрович Мельгунов (1722—1788)                                                                             | 18 (29) мая 1762               | 28 июня (9 июля) 1762          | Пётр III                       |
|                                | граф Бурхард Кристоф фон Мюних (Христофор Антонович Миних) (1683—1767)                                             | 18 (29) мая 1762               | 28 июня (9 июля) 1762          | Пётр III                       |
|                                | князь Никита Юрьевич Трубецкой (1699—1767)                                                                         | 18 (29) мая 1762               | 28 июня (9 июля) 1762          | Пётр III                       |
|                                | герцог Петер Август Шлезвиг-Гольштейн-Зондербург-Бекский (принц Пётр Август Фридрих Гольштейн-Бекский) (1696—1775) | 18 (29) мая 1762               | 28 июня (9 июля) 1762          | Пётр III                       |